# Eins Plus (Kulturprogramm)
1 Plus (Eigenschreibweise 1 PLUS) war ein deutsches Kulturfernsehprogramm, das als Ableger des Ersten Deutschen Fernsehens vom 29. März 1986 bis zum 30. November 1993 ausgestrahlt wurde. Das Programmschema ähnelte, abgesehen von der Zweisprachigkeit, dem von ARTE. 1 Plus diente auch als Testkanal für die europäische HDTV-Entwicklung HD-MAC, die bis zur Live-Übertragung der Olympischen Sommerspiele 1992 in Barcelona gute Fortschritte machte, dann aber auf Druck der britischen Regierung keine EU-Fördergelder mehr bekam.
Aus Kostengründen entschied sich die ARD, 1 Plus einzustellen. Seit dem 1. Dezember 1993 ist die ARD stattdessen als vierte Sendeanstalt an dem Gemeinschaftssender 3sat beteiligt, dessen Programm sie gemeinsam mit dem ZDF, dem österreichischen ORF und der Schweizer SRG SSR bestreitet. 
Die Verantwortung für die Koordination von 1 Plus lag ARD-intern beim damaligen Südwestfunk in Baden-Baden.

## Empfang
1 Plus sendete über Kabel und Satellit sowie im Saarland (Saarbrücken) und in Bremen terrestrisch über Antenne. Über Satellit war 1 Plus bis zur Einstellung des Sendebetriebes über Astra 1B, DFS-Kopernikus und in D2-MAC über TV-SAT 2 zu empfangen. Die Ausstrahlung von 1 Plus über den häufig genutzten Astra-Satelliten endete bereits Ende August 1993, da mit Beginn der Internationalen Funkausstellung in Berlin Das Erste selber den Transponder übernahm. Darüber hinaus wurden große Teile des Programms von 1 Plus von Anfang bis Mitte 1992 terrestrisch in Berlin und Brandenburg über die Frequenzen des ORB verbreitet.